# グルジア問題

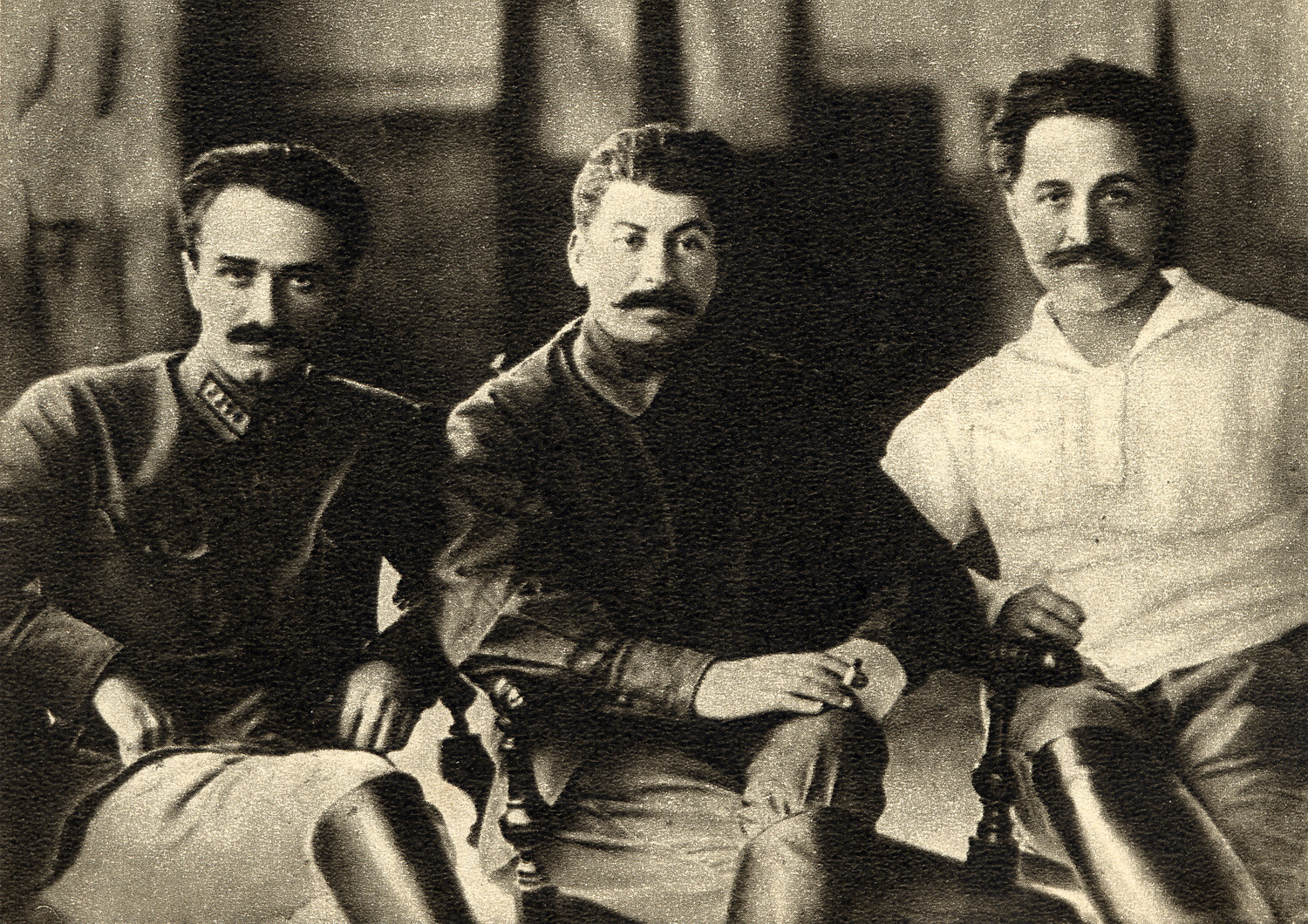
ミコヤン、スターリン、オルジョニキーゼが、ティフリス（現在のトビリシ）にて、1925年。

グルジア問題（グルジアもんだい、ロシア語: Грузинское дело）とは、グルジア社会主義ソビエト共和国の政治変革を達成する方法をめぐり、ボリシェヴィキ指導部内に起こった政治紛争である。グルジアをめぐる論争は赤軍のグルジア侵攻によって強制的に共産化された直後に起こり、1922年後半にピークを迎えた。この論争の一方にはフィリップ・マハラゼとポリカルプ・"ブドゥ"・ムディヴァニ率いるグルジアのボリシェヴィキ指導者たちがおり、他方にはロシア共和国で事実上の実権を握っていた指導層、特にヨシフ・スターリンとセルゴ・オルジョニキーゼが立つものであった。論争の内容は複雑で、モスクワからの自治を維持せんとするグルジア側の願望や、ボリシェヴィキが画策していた国境政策の独自解釈、特にグルジア特有の解釈が絡み合っていた。論争の中でも主要な論点の一つは、グルジア、アルメニア共和国およびアゼルバイジャン共和国をザカフカース連邦に併合するというモスクワの決定である。グルジア共和国単独でソビエト連邦の一員としての地位を要求するグルジア側指導者は、この動きに強硬に反対した。
この問題は病床にあったウラジーミル・レーニンをとりまく権力闘争の中で決定的なエピソードとなる。グルジア側はレーニンの支持を獲得しようと模索していた。論争はスターリン＝オルジョニキーゼ側の勝利に終わり、グルジアの穏健派共産主義政権が失脚する結果となった。また、この件はレーニンとスターリンの間の最終的な決別の一因ともなり、レーニンに最後の重要文書（レーニンの遺書）を書かせるきっかけとなった。

## 背景
グルジアにおけるソビエトの統治は、1921年2月から3月にかけての赤軍の軍事行動によって確立した。この軍事行動は主に、ソヴィエト・ロシア内で強い影響力を持ったグルジア出身の二人の党員、ヨシフ・スターリン（当時はロシア共和国の民族問題人民委員）とセルゴ・オルジョニキーゼ（ロシア共産党のザカフカース地方委員会（Zaikkraikom）書記）によって主導された。グルジアの命運に関するボリシェヴィキ内部の意見不一致は、赤軍の侵攻よりも前から存在した。スターリンとオルジョニキーゼはメンシェヴィキ中心の政府が主導するかたちで独立したグルジアを早急にソヴィエト化するよう主張したのに対し、トロツキーは「蜂起を醸成し、後に彼らを助けるため、グルジア内で作業を行ういくらかの事前準備期間」を置くことに賛同した。レーニンはグルジア侵攻の帰結について曖昧な態度であった。国際的な成り行きとトルコのケマル政権による危機の可能性を恐れていたのである。1921年2月14日、レーニンは最終的にグルジアへの介入を承認したが、後に、カフカースからの明確で一貫性のある情報が不足していたことに繰り返し不平を言った。新たに確立されたソヴィエト支配に対する反発の広がりを十分に意識していたレーニンは、軍が強制した体制に反発心を持つグルジアのインテリゲンツィアや農民が和解できるような政策を好んだ。しかしながら、多くの共産党員はロシア内戦中に彼らの反対者に対して宣伝した手法を捨て、より柔軟な政策へ転換することに抵抗があった。フィリップ・マハラゼのような穏健派にとっては、レーニンのアプローチはソビエトの力のため幅広い支持基盤を確保する合理的な方法であった。穏健派は、メンシェヴィキの反対に対する寛容、党内におけるより大きな民主性、漸進的な国土改造、また何よりも、敏感な民族的感情とグルジアのモスクワからの独立への配慮を擁護したのである。対するオルジョニキーゼやスターリンのような共産党員はより強硬な路線を主張し続けた。彼らは反対勢力を完全に一掃し、新たにソヴィエト化された諸共和国の党の支配を中央集権化することを追求したのである。

## 「民族主義的逸脱主義」対「大ロシア主義」
対立はグルジアのボリシェヴィキ指導部内に穏健派と強硬派を生み出した。論争はスターリンがすべての労働者組織と労働組合をボリシェヴィキ党委員会に従属させるのに先立って起こった。スターリンはグルジア・ソビエト政府が政治的反発に対して穏健な扱いをし、モスクワからの独立を維持していることに満足せず、1921年7月にグルジアの首都トビリシへ赴いた。労働者会議（workers' assembly）を招集した後、スターリンは、グルジアの民族自決主義の排除を狙ったプログラムの大要を説明するスピーチを行ったが、聴衆からは野次られ、同僚からは敵意のこもった沈黙を受け取った。続く数日の間に、スターリンはマハラゼを、信念が不十分である（inadequate firmness）という理由でグルジア革命委員会から放逐し、代わりにブドゥ・ムディヴァニをあて、またグルジア指導層に「民族主義のヒドラを粉砕せよ」という指令を出した。マハラゼ支持者たち（グルジアのチェーカー長官Kote Tsintsadzeと部下たちを含む）は同様に解任され、より非情な将校であるKvantaliani、Atabekov、ラヴレンチー・ベリヤに置き換えられた。
しかし一年以内に、スターリンはムディヴァニやその仲間と対立状態になった。この諍いの最も重要な点の一つは、諸ソビエト共和国の統一計画におけるグルジアの地位という問題であった。スターリンを強力な後ろ盾としたセルゴ・オルジョニキーゼ率いるモスクワの使節団は、ザカフカースの三共和国（アルメニア、アゼルバイジャン、グルジア）に対して、統合した連邦国家としての地位でソビエト連邦に加入することを強く要求したのに対し、グルジア側はグルジアが単独で国としての同一性を維持し、統一されたザカフカース連邦としてではなく直接ソビエト連邦の一員となることを望んだ。スターリンと部下たちは、グルジアの地元共産党員たちが自己中心的な民族主義を唱えていることを告発し、彼らに「民族主義的逸脱主義者」（"national deviationists"）というレッテルを貼った。それに対して、グルジアは「大ロシアへの盲目的愛国主義」（"Great Russian chauvinism"）という非難で応じた。レーニンは突然スターリンの立場を擁護し、ザカフカース諸国の政治的・経済的統合への支持を表明するとともに、グルジア指導者たちに「モスクワの弱い物いじめの戦術だ」（Moscow's bullying tactics）という非難を退けることを伝えた。
この対立は1922年11月に頂点に達した。このときオルジョニキーゼはムディヴァニグループのメンバーへの物理暴力に及び、言い争っているときに相手に一撃を加えた。グルジア指導者たちはレーニンに対してこのことを抗議し、数々の暴虐のリストを提出した。この中にはオルジョニキーゼが関わった悪名高い事件も含まれていた。

## レーニンの荷担
レーニンはもはやグルジアにおける対立の苦々しさを見過ごすことができず、オルジョニキーゼに対する批判を爆発させた。1922年11月後半、レーニンはヴェーチェーカー長官ジェルジンスキーをトビリシに派遣し、問題を調査させた。ジェルジンスキーはスターリンとオルジョニキーゼに共鳴し、結果として、レポートにおいて、二人の活動がかなり穏やかであるというイメージをレーニンに与えようと試みた。しかし、レーニンはグルジア問題をめぐるスターリンたちの振る舞いに疑念を抱いた。レーニンはまた、外国や他の諸ソヴィエト共和国で起こりうる抗議（negative outcry）を恐れてもいた。1922年後半、レーニンは、オルジョニキーゼとスターリンが非ロシア諸国に対して大ロシア主義を押しつけた点で罪があることを認めた。彼は今やスターリンとその強制的な中央集権政策がいよいよ危険であると考え、お気に入りであったスターリンと一挙に決別することを決断したのである。
それでも、レーニンのグルジア問題に対する疑念は根本的なものではなかった。そしてレーニンの病が悪化するにつれ、グルジア指導者たちは強く団結できないまま取り残されていき、グルジアがザカフカース連邦へと押しやられていくのを眺めていた。ザカフカース連邦はロシア共和国、ウクライナ共和国、白ロシア共和国とともに協定に署名し、1922年12月30日にすべてを新たなソビエト連邦に統合するものであった。
ムディヴァニとその支持者たちを解任するという政治局の1923年1月25日の決定は、オルジョニキーゼとその支持者たちの最終的な勝利を表す出来事となった。

## 問題の結末
1923年3月5日、レーニンはスターリンとの個人的な関係を解消した。レーニンはグルジア問題を引き継がせるためレフ・トロツキーを後継者にしようとし、スピーチと3つの覚書の用意を始めた。そこでレーニンは議会に対して、スターリンを書記長職から罷免することを布告しようとしたのであった。しかし、スターリンと妻ナデジダとの確執を知った直後の1923年3月9日、レーニンは3度目の発作に襲われ、次第に死へと近づいてゆく。トロツキーがこの問題に関してスターリンに立ち向かうことをしなかったのは、おそらくトロツキーがグルジアに対し、メンシェヴィキの根拠地であるとの偏見を長年にわたり抱いていたためであった。第12回党大会において、グルジア共産党員は孤立を感じることになった。レーニンの覚書は公表されず、壇上から発せられるグルジアとウクライナの民族主義を批判するあらゆる言葉は熱烈な喝采で歓迎されたのに対し、大ロシアの盲目的愛国主義への批判を少しでも暗示するような言葉は無情な沈黙に迎えられた。
このように、レーニンの病とスターリンの党への影響力の増大、および完全なる権力掌握への接近と、レフ・トロツキーが権力の中心から遠ざけられたことは、グルジア共産党内の分権論者の力が無視されるように追いやられたことと一対になっていたのである。
この問題はグルジアのオールド・ボリシェヴィキの昇進を妨げるものであったが、オルジョニキーゼの評判もまた悪化し、すぐにカフカスから召還された。ムディヴァニとその仲間は下級職へ降格されたが、しかし彼らは1920年代後半までは苦しめられなかった。彼らのうちのムディヴァニを含むほとんどは後に1930年代の大粛清によって処刑された。グルジアの「民族主義的逸脱主義者」が敗北したことの主たる結果は、グルジアに対する政治的弾圧の激化であり、1924年8月の武装蜂起と続く赤色テロに到り、数千人が犠牲となった。一方、屈服したマハラゼは1950年まで生き永らえた。

## 脚註
1. 1 2 3  Smith, Jeremy (May, 1998), The Georgian Affair of 1922. Policy Failure, Personality Clash or Power Struggle? Europe-Asia Studies, Vol. 50, No. 3, pp. 519-544.
2. 1 2  Suny, Ronald Grigor (1994), The Making of the Georgian Nation: 2nd edition, pp. 210-212. Indiana University Press, ISBN 0-253-20915-3
3. 1 2 3  Knight, Ami W. (1993), Beria: Stalin's First Lieutenant, p . 26-27. Princeton University Press, Princeton, New Jersey, ISBN 0691010935
4. ↑   Lang, David Marshall (1962). A Modern History of Georgia, p. 238. London: Weidenfeld and Nicolson.
5. ↑  Kort, M (2001), The Soviet Colossus, p.154. M.E. Sharpe, ISBN 0765603969
6. 1 2  Thatcher, Ian D. (2003), Trotsky, p. 122. Routledge, ISBN 978-0415232517
7. ↑  Lieven, Dominic C. B.; Perrie Maureen; Suny, Ronald Grigor (ed., 2006), The Cambridge History of Russia, p. 175.
8. ↑  McNeal, Robert H. (1959), Lenins Attack on Stalin: Review and Reappraisal, American Slavic and East European Review, 18 (3): 295-314
9. ↑  Lang (1962), p. 243.
10. ↑  Cornell, Svante E. (2002), Autonomy and Conflict: Ethnoterritoriality and Separatism in the South Caucasus – Case in Georgia, pp. 141-144. Department of Peace and Conflict Research, University of Uppsala, ISBN 978-91-506-1600-2

## 参照
（脚註に挙げたもの以外）
- Jones, Stephen F. (October 1988). “The Establishment of Soviet Power in Transcaucasia: The Case of Georgia 1921-1928”. Soviet Studies 40, No. 4:  616-639.
- Ogden, Dennis George (1978), National Communism in Georgia: 1921-1923, The University of Michigan (doctoral dissertation)
- 上島武 (2007年1月). “「ロシア革命と民族問題（その二）－グルジア問題とソ連邦の成立－」（PDF）”. 大阪経大論集 57巻5号（通巻295号）:  171-184.
  - なお、上島の論文ではグルジア問題に関する叙述について特に高橋清治『民族の問題とペレストロイカ』平凡社 1990年 ISBN 978-4-582-44705-7 に多く依拠していることが明示されている。